# عربی آناتولیایی
عربی آناتولیایی گویشی از زبان عربی است که در ترکیه بدان سخن گفته می‌شود. آناتولیایی شاخه‌ای از عربی موصلی است که خود زیرشاخه عربی عراقی می‌باشد و در ناحیه آناتولی شرقی و در استان‌های ماردین، سعرد، باتمان، دیاربکر و موش رایج است.
این گویش شامل ۴ لهجهٔ ماردینی، سعرتی، دیاربکری و باتمانی-موشی است. عربی آناتولیایی فقط در شرق ترکیه تکلم می‌شود و با عربی بدوی رایج در استان شانلی‌اورفه و عربی کیلیکیایی (شامی) رایج در استان ختای متمایز است.